# بيني ماتسون
بيني ماتسون (بالسويدية: Benny Mattsson)‏ (5 مايو 1978 - ) هو لاعب كرة قدم سويدي في مركز الهجوم. لعب مع نادي سوندسفال ‏.

## وصلات خارجية
- بيني ماتسون على موقع قاعدة بيانات كرة القدم.إي يو (الإنجليزية)
- بيني ماتسون على موقع Soccerway.com (الإنجليزية)
- بيني ماتسون على موقع عالم كرة القدم.نت (الإنجليزية)